# Liste des lieux et monuments de Tartu
Cet article liste des lieux et monuments de Tartu en Estonie.

## Architecture

### Manoirs, résidences
- Manoir de Karlova
- Manoir de Taehtvere
- Manoir de Jaama (et)
- Juhan Liivi 4
- Manoir de Raadi
- Manoir de Ropka
- Vabriku 3
- Tour de l'escargot

### Religion
- Église adventiste de Tartu (et)
- Église Saint-Jean de Tartu
- Cathédrale de l'Assomption
- Église catholique
- Église du Calvaire
- Église Sainte-Marie
- Église Saint-Pierre
- Église Saint-Georges
- Église Saint-Luc
- Église Saint-Alexandre
- Église de Salem
- Cathédrale de Tartu
- Église de l'université
- Maison de prière des vieux croyants
- Église adventiste (et)

### Santé
- Centre hospitalier universitaire de Tartu
- Clinique psychiatrique
- Hôpital de Valga (et)

### Commerce
- Grand magasin de Tartu
- Lõunakeskus
- Centre commercial Tasku
- Kvartal
- Tartu kaubahall (et)
- Hôtel Barclay
- Hôtel Dorpat
- Hôtel Dragon
- Hôtel Pallas (et)
- Hôtel Tartu (et)

### Sport
- Centre sportif A. Le Coq
- Arène d'Astri
- Centre Aura
- Salle de sport NET (et)
- Centre de football Sepa
- Stade Tamme
- Centre sportif de l'Université
- Stade de l'université (et)
- Gymnase de l'EMÜ

### Bâtiments officiels
- Hôtel de ville de Tartu
- Bâtiment de la cour suprême
- Noora
- Maison d'Upsal
- Prison de Tartu

### Autres
- Centre d'affaires de l'Emajõki
- Paju 2
- Maison de Barclay de Tolly
- Bâtiment de la ligue de défense à Tartu
- Maison de Catherine
- Lodjakoda
- Maison de Postimees
- Château d'eau de Tartu
- Villa Tammekann

## Transport

### Gares, ports
- Gare de Tartu
- Gare de Kirsi
- Aéroport de Tartu
- Gare d'Aardla
- Port fluvial de Tartu (et)
- Dépôt de Tartu

### Routes et rues
- Kreutzwaldi tänav
- Idaringtee
- Jaani tänav
- Jakobi tänav
- Lääneringtee
- Lai tänav
- Munga tänav
- Narva maantee
- Riia tänav
- Ringtee tänav
- Rue Vanemuise
- Rüütli tänav
- Turu tänav
- Ülikooli tänav
- Vabaduse puiestee
- Vaksali tänav
- Võru tänav
- Tähe tänav
- Puiestee tänav
- Tamme puiestee
- Raja tänav
- Ludvig Puusepa tänav
- Aardla tänav

### Tunnels, ponts
- Tunnel Ringtee-Aardla
- Kroonuaia sild
- Vabadussild
- Kaarsild
- Rahu sild
- Turusild
- Sõpruse sild
- Ihaste sild
- Inglisild
- Kuradisild
- Vaksali sild (et)
- Variku viadukt
- Riia tänava raudteesild

### Autres
- Ligne de Tartu à Valga
- Ligne de Tallinn à Tartu (et)
- Ligne de Tartu à Koidula (et)
- Lodjakoda

## Lieux

### Places et Parcs
- Place Barclay
- Place de l'hôtel de ville de Tartu
- Place Tõnisson
- Parc d'Uueturu
- Parc Forselius
- Parc de Holm
- Parc de Vanemuine
- Parc du canal
- Parc de Karlova
- Kassitoome
- Parc central de Tartu
- Place royale
- Parc Lembitu (et)
- Lillemägi
- Parc Mathiesen (et)
- Parc des officiers
- Parc Pirogov
- Parc des larmes
- Place Peeter Põllu
- Parc de Ropka (et)
- Parc du Sanatorium
- Parc d'Ülejõe
- Chênaie de Tartu
- Jardin botanique
- Toomemägi
- Parc de l'EMÜ (et)
- Parc de Tähtvere
- Parc de Vaksali
- Parc du manoir de Raadi
- Parc de Päeva tänav (et)

### Cimetières
- Cimetière de Raadi
- Cimetière de Saint-Paul
- Cimetière juif
- Cimetière de Rahumäe
- Cimetière Alexandre Nevski
- Cimetière baptiste (et)
- Cimetière militaire
- Cimetière des vieux croyants
- Ancien cimetière de Saint-Jean
- Nouveau cimetière de Saint-Jean
- Ancien cimetière de Saint-Pierre

### Eaux
- Emajõgi
- Lac de Haage (et)
- Lac d'Ilmatsalu
- Lac de Raadi
- Lac de Rahinge (et)
- Lac de Rõhu (et)
- Canal d'Anne
- Étang de Peetri
- Étang de Supilinn
- Étang de l'école de Tamme
- Étang du jardin botanique
- Étang de Vanemuine

## Culture

### Éducation
- Lycée Hugo-Treffner
- Lycée Jaan Poska
- Université des sciences de la vie
- Chemicum
- Juridicum
- Physicum
- Vanemuise 46
- Ancien observatoire
- Bâtiment principal de l'Université
- Philosophicum
- Ancien bâtiment de chimie
- Uus Anatoomikum
- Vana Anatoomikum
- Maison Von Bock
- Académie militaire
- Oecologicum
- Biomeedikum (et)
- Centre scientifique AHHAA
- École supérieure d'Art Pallas

### Musées
- Musée de la Bière
- Observatoire de Tartu
- Musée Baer
- Musée de la littérature
- Musée de l'aviation
- Musée du sport
- Musée national estonien
- Musée d'Art
- Musée de l'université
- Musée d'histoire naturelle
- Jardin botanique
- Musée d'Art de l'université
- Ancien observatoire
- Musées de l'histoire de Tartu
  - Musée Oskar Luts
  - Musée du citoyen du XIXème siècle
  - Musée du KGB
  - Musée de la ville de Tartu
  - Musée du festival de la chanson
- Centre TYPA
- Musée des aveugles (et)
- Musée du jouet
- Musée de la Défense
- Musée Endel Taniloo
- Institut de défense de la Baltique

### Autres
- Maison de la littérature
- Maison d'art de Tartu
- Arène du festival de la chanson
- Théâtre Kodu
- Bibliothèque de l'Université de Tartu
- Bibliothèque du Musée de la littérature estonienne (et)
- Bibliothèque de la Société estonienne des naturalistes
- Bibliothèque de l'EMÜ
- Bibliothèque du Musée national d'Estonie (et)
- Bibliothèque du Centre juridique estonien (et)
- Bibliothèque de l'Institut finlandais (et)
- Bibliothèque du lycée du gouvernorat de Tartu (et)
- Bibliothèque municipale de Tartu
- Bibliothèque de l'Institut culturel allemand de Tartu (et)
- Bibliothèque universitaire
- Bibliothèque des sciences humaines de la bibliothèque universitaire de Tartu (et)
- Théâtre de Vanemuine
- Maison de Neobaltia